# Coppa dello Yemen del Nord
La Coppa dello Yemen del Nord era una competizione calcistica organizzata dalla Federazione calcistica dello Yemen (YFA); venne disputata ininterrottamente fra il 1977 ed il 1984.

## Albo d'oro
| Stagione | Vincitore            |
| -------- | -------------------- |
| 1978     | Al-Wahda Club San'a' |
| 1979     | Al-Zuhra San'a'      |
| 1980     | Al-Ahli Club San'a'  |
| 1981     | Al-Sha'ab Ibb        |
| 1982     | Al-Ahli Club San'a'  |
| 1983     | Al-Ahli Club San'a'  |
| 1984     | Al-Ahli Club San'a'  |